# Bionca
Bionca (22 de janeiro de 1967) ou Bionca Seven é uma atriz, produtora e diretora de filmes pornográficos americana. Ingressaria no cinema pornô como atriz em Chocolate Cherries (1984). Após alguns anos, fundaria a Exquisite Pleasures em parceria com seu marido Bruce Seven. Em 1994 venceria o prêmio de melhor vídeo da X-Rated Critics Organization (XRCO). Após uma prolífica e premiada carreira, Bionca seria introduzida no XRCO Hall of Fame.

## Prêmios e indicações
- 1994 XRCO Award "Best Video" – Takin' It to the Limit (co-director with Bruce Seven)[3]
- 1995 AVN Award – Best All-Girl Sex Scene (Video) – Buttslammers 4[4]
- 1995 AVN Award – Most Outrageous Sex Scene (Video) – Depraved Fantasies[4]
- 1995 XRCO Award – Best Girl-Girl Sex Scene – Takin' it to the Limit 6 (director)
- 1997 XRCO Hall of Fame inductee[2]
- 2002 AVN Award (indicada) – "Best All-Girl Sex Scene – Video" – The Madam's New Maid[5]